# Lluís Ferran de Prússia (cap de la casa reial de Prússia)
Lluís Ferran de Prússia, cap de la casa reial de Prússia (Potsdam 1907 - Bremen 1994. Príncep de Prússia i d'Alemanya amb el doble tractament d'altesa reial i imperial que esdevingué cap de la casa reial de Prússia a partir de l'any 1951 i fins a la seva mort.
Nascut el dia 9 de novembre de l'any 1907 al Palau de Marbre de Potsdam, sent fill del príncep hereu Guillem de Prússia i de la duquessa Cecília de Mecklenburg-Schwerin. Lluís Ferran era net per via paterna del kàiser Guillem II de Prússia i de la princesa Augusta Victòria de Schleswig-Holstein-Sondenburg-Augustenburg i per via materna del gran duc Francesc Frederic III de Mecklenburg-Schwerin i de la gran duquessa Anàstasia de Rússia.
En el moment del seu naixement era considerat el tercer de la llista successòria al tron prussià, darrere del seu pare, el príncep hereu Guillem de Prússia, i el seu germà, el príncep Guillem. Ara bé, la renúncia del seu germà gran l'any 1933 per tal de contraure matrimoni morganàticament amb l'aristòcrata alemanya Dorotea von Salvati, li permeteren esdevenir hereu del drets dinàstics al tron de Prússia.
Lluís Ferran s'educà primerament al Palau Reial de Berlín i posteriorment a la prestigiosa Humbolt Universitat de Berlín. A diferència de la majoria de prínceps prussians no rebé instrucció militar i orientà la seva carrera cap al món dels negocis. Al llarg de la dècada dels anys 1930 passà una temporada a Detroit treballant com a executiu de la multinacional Ford. Allà conegué a Franklin Delano Roosevelt amb qui trevà amistat.
L'any 1933, arran de la renúncia dinàstica del seu germà gran hagué de retornar a Alemanya. A Alemanya s'incorporà a la indústria aeronàutica nacional però fou apartat, pel mateix Adolf Hitler, de tota activitat relacionada amb l'aparell militar prussià.
Lluís Ferran no combregà mai amb les idees nacionalsocialitstes, a diferència d'altres membres de la Casa dels Hohenzollern, i fins i tot, arribà a participar en el complot contra Hitler del 20 de juliol de 1944.
L'any 1938 es casà amb la gran duquessa Kira de Rússia, filla del gran duc Ciril de Rússia i de la princesa Victòria Melita del Regne Unit. Se celebraren dues cerimònies, una primera a Potsdam sota el ritu ortodox i una segona cerimònia de ritus luterà a Haus Doorn.
La parella tingué set fills:
- SAR el príncep Frederic Guillem de Prússia, nat el 1939 a Berlín. Es casà morganàticament amb Waltraut Freydag de qui es divorcià per casar-se amb Ehrengard von Reden de qui també es divorcià per maridar-se de nou amb Sibylle Kretschmer.

- SAR el príncep Miquel de Prússia, nat el 1940 a Berlín. Es casà amb Jutta Jörn de qui es divorcià el 1982 per casar-se amb Brigitte Dallwitz-Wegner.

- SAR la princesa Maria Cecília de Prússia, nada el 1942 a Cadinen. Es casà amb el gran duc Frederic August d'Oldenburg de qui es divorcià el 1992.

- SAR la princesa Kira de Prússia, nada a Cadinen el 1943 i morta a Berlín el 2004. Contragué matrimoni amb Thomas Liepsner de qui es divorcià posteriorment.

- SAR el príncep Lluís Ferran de Prússia, nat el 1944 a Golzow i mort el 1977 a Bremen en el marc d'unes maniobres militars. Es casà amb la duquessa Donata de Castell-Rüdenhausen.

- SAR el príncep Cristià Segimon de Prússia, nat a Bad Kissingen el 1946. Es casà a Gut Damp an der Ostsee el 1984 amb la duquessa Nina zu Reventlow.

- SAR la princesa Xènia de Prússia, nada a Bremen el 1949 i morta a Sehlendorf (Slesvig-Holstein) el 1992. Es casà a Bremen el 1973 amb Per-Edvard Lithander.

Malgrat el seu matrimoni amb la gran duquessa Kira de Rússia, al príncep Lluís Ferran se li atribuí una relació amorosa amb el príncep Jordi del Regne Unit, duc de Kent, i espòs d'una cosina en primer grau de Kira.
Després de la reunificació alemanya l'any 1990, el príncep Lluís Ferran decidí traslladar les restes de diversos membres de la família Hohenzollern al Panteó Imperial de Berlín.